# Polder Oudeland
Polder Oudeland is een polder in de gemeente Lansingerland in de Nederlandse provincie Zuid-Holland. De polder behoorde eerst tot waterschap Polder Berkel (in 1977 opgegaan in Hoogheemraadschap van Delfland).
De polder bestaat uit een laaggelegen veengebied dat tegen een hoger gelegen kleiplateau aanligt. Oudeland watert via enkele stuwtjes af op de Westpolder en op de Nieuwe Rodenrijse Droogmakerij. Het maaiveld van polder Oude Land ligt ongeveer 2 meter hoger dan de omliggende polders.
Begin 21e eeuw werd hier de eerste fase van een gelijknamig bedrijventerrein ontwikkeld. In 2010 werd in opdracht van de gemeente Lansingerland een kunstproject gestart om de agrarische herinnering aan de polder van Oudeland in Berkel en Rodenrijs vast te leggen.
Noordpolder · 
Westpolder · 
Zuidpolder · 
Voorafsche polder · 
Nieuwe Rodenrijsche Droogmakerij · 
Oostmeerpolder · 
Polder Oudeland · 
Nieuwe Droogmaking (met de Meerpolder · 
Oude Leedsche polder (met Bergboezem)